# COLORFUL (Riot of colorのアルバム)
『COLORFUL』（カラフル）は、Riot of colorの、通算2枚目のアルバムである。2015年8月16日に発売された。
品番：ROC-0002

## 概要
- 前作『Riot of color』から、約1年振りのアルバム。
- 自主制作盤。2021年現在、廃盤となっている。
- メンバーであるEveの2作目のアルバム『Round Robin』、S!Nの『Scalat!oN』も同時発売。

## 収録曲
| #         | タイトル         | 作詞・作曲 | 歌唱          | 時間  |
| --------- | ---------------- | ---------- | ------------- | ----- |
| 1.        | 「5:04」         | ゆりん     | ゆりん        | 3:59  |
| 2.        | 「Wait for you」 | かめりあ   | kradness      | 4:37  |
| 3.        | 「swarm」        | S!N        | S!N           | 3:11  |
| 4.        | 「sister」       | Eve        | Eve           | 3:59  |
| 5.        | 「ユウエイ」     | 夏代孝明   | 夏代孝明      | 4:30  |
| 6.        | 「ジーニアス」   | Harihara   | KK            | 5:53  |
| 7.        | 「COLORFUL」     | 夏代孝明   | Riot of color | 4:27  |
| 合計時間: | 合計時間:        | 合計時間:  | 合計時間:     | 30:36 |